# Смілянський автобус
Смілянський автобус — міська автобусна система у місті Сміла Черкаської області.

## Історія
1938 року у місті Сміла було прокладено перші пасажирські автобусні маршрути.
В 1956 році було створено Смілянське автотранспортне підприємство 17128.
По вулиці Тельмана (зараз бульвар Олексія Бобринського) розташовувалась невелика автотранспортна контора, що мала 5 автобусів марки ЗіС, 2 вантажівки ГАЗ-51 та 3 легкових таксі «Побєда».
У середині 70-х років Смілянське АТП уже складалося з трьох колон, у тому числі й Кам’янської, які здійснювали міські, приміські та міжміські перевезення.
В зв'язку зі стрімким економічним розвитком міста і, як наслідок, зростанням пасажиропотоку, на маршрути почали надходити великомістні автобуси марки «ЛіАЗ-677», «Ікарус 280».
Станом на 2005 рік регулярні перевезення на міських автобусних маршрутах здійснювали 5 перевізників (4 приватних та 1 колективної форми власності). Протяжність автобусних маршрутів складала 300 км, а кількість маршрутів — 27.
З лютого 2015 року вартість проїзду у міських автобусах склала 3,50 ₴.
15 січня 2019 року члени виконкому Смілянської міськради затвердили поточний тариф на перевезення пасажирів у громадському транспорті вартістю 5 ₴.
З 15 квітня 2021 року вартість проїзду по місту складає 7 ₴.

## Маршрути
| 1  | Стадіон «Локомотив»         |                                     | Станція Сміла            | ПрАТ «Смілянське АТП-17128» |
| 2  | Вулиця Федорова             |                                     | Міська лікарня           | ПрАТ «Смілянське АТП-17128» |
| 3  | АС-2                        |                                     | Вулиця Волошкова         | ФОП Меркулов В. Л.          |
| 4  | Вулиця Громова              |                                     | Табір «Тимурівець»       | ФОП Плюта І. О.             |
| 5  | Вулиця Федорова             |                                     | Будинок культури «СЕМЗ»  | ПрАТ «Смілянське АТП-17128» |
| 9  | Вулиця Глібова              | Через станцію ім. Тараса Шевченка   | Міська лікарня           | ФОП Плюта І. О.             |
| 10 | Станція ім. Тараса Шевченка | Через вул. Кармелюка                | АС-1                     | ПрАТ «Смілянське АТП-17128» |
| 13 | Вулиця Кармелюка            |                                     | Станція Сміла            |                             |
| 17 | Станція ім. Тараса Шевченка |                                     | АС-1                     | ПрАТ «Смілянське АТП-17128» |
| 18 | Школа-інтернат № 8          |                                     | Міська лікарня           | ФОП Плюта І. О.             |
| 30 | Станція ім. Тараса Шевченка |                                     | АС-1                     | ПрАТ «Смілянське АТП-17128» |
| 32 | Станція ім. Тараса Шевченка | Через РПЗ                           | Міська лікарня           | ФОП Плюта І. О.             |
| 34 | Стадіон «Локомотив»         |                                     | Міська лікарня           | ПрАТ «Смілянське АТП-17128» |
| 35 | Стадіон «Локомотив»         |                                     | АС-2                     |                             |
| 36 | Вулиця Громова              | Через РПЗ                           | Міська лікарня           |                             |
| 37 | Вулиця Некрасова            | Через вул. Стаханова, вул. Федорова | АС-2                     |                             |
| 39 | Вулиця Глібова              |                                     | Станція Сміла            | ФОП Плюта І. О.             |
| 40 | Вулиця Кармелюка            |                                     | Міська лікарня           | ФОП Плюта І. О.             |
| 41 | Вулиця Кармелюка            |                                     | вул. Героїв Холодноярців | ФОП Плюта І. О.             |
| 45 | Мала Яблунівка              |                                     | АС-1                     |                             |
| 47 | Станція ім. Тараса Шевченка |                                     | АС-1                     | ПрАТ «Смілянське АТП-17128» |
| 48 | Вулиця Федорова             |                                     | Міська лікарня           | ФОП Плюта І. О.             |
| 49 | Вулиця Глібова              | Через станцію ім. Тараса Шевченка   | Міська лікарня           | ФОП Плюта І. О.             |

### Приміські маршрути
| 112 | Сміла АС-2 | ч/з с. Холоднянське                                          | с. Мала Смілянка   | АТП-17128        |
| 123 | Сміла      | ч/з с. Ротмістрівка                                          | с. Куцівка         | АТП-17128        |
| 125 | Сміла      | ч/з с. Холоднянське, с. М. Смілянка, с. Тернівка             | с. Попівка         | АТП-17128        |
| 126 | Сміла АС-3 | ч/з с. Ротмістрівка, с. Ташлик, с. Самгородок, с. Макіївка   | с. Буда-Макіївка   | АТП-17128        |
| 127 | Сміла      | ч/з с. Ротмістрівка                                          | с. Ташлик          | АТП-17128        |
| 129 | Сміла АС-3 |                                                              | с. Мале Старосілля | ФОП Кредзинський |
| 135 | Сміла АС-2 |                                                              | с. Сунки           | АТП-17128        |
| 136 | Сміла      |                                                              | с. Залевки         | ФОП Плюта І. О.  |
| 137 | Сміла АС-2 |                                                              | с. Малий Бузуків   | АТП-17128        |
| 139 | Сміла АС-2 | ч/з с. Холоднянське, с. М. Смілянка, с. Тернівка, с. Попівка | с. Санжариха       | АТП-17128        |
| 140 | Сміла АС-2 |                                                              | с. Березняки       | АТП-17128        |